# 시모에가와촌
시모에가와촌(下江川村)은 도치기현 나스군에 속했던 촌이다.

## 지리
현재의 나스카라스야마시의 북서부, 구 나스카라스야마정의 북부에 위치한다.

## 역사
- 1889년 4월 1일 - 정촌제 시행에 의해 나스군 시모에가와촌이 성립하였다.
- 1954년 6월 1일 - 시모에가와촌은 아라카와촌과 합병해 나스카라스야마정이 성립하여, 시모에가와촌은 소멸하였다.

## 인구
| 1891년 | 4,820 |
| 1920년 | 6,596 |
| 1935년 | 7,016 |
| 1950년 | 8,841 |

## 참고문헌
- 角川日本地名大辞典編纂委員会『가도카와 일본 지명 대사전 9 栃木県』、가도카와 쇼텐、1984年 ISBN 4040010906
- 日本加除出版株式会社編集部『全国市町村名変遷総覧』、日本加除出版、2006年、ISBN 4817813180